# Премія найталановитішим молодим ученим в галузі фундаментальних і прикладних досліджень та науково-технічних розробок

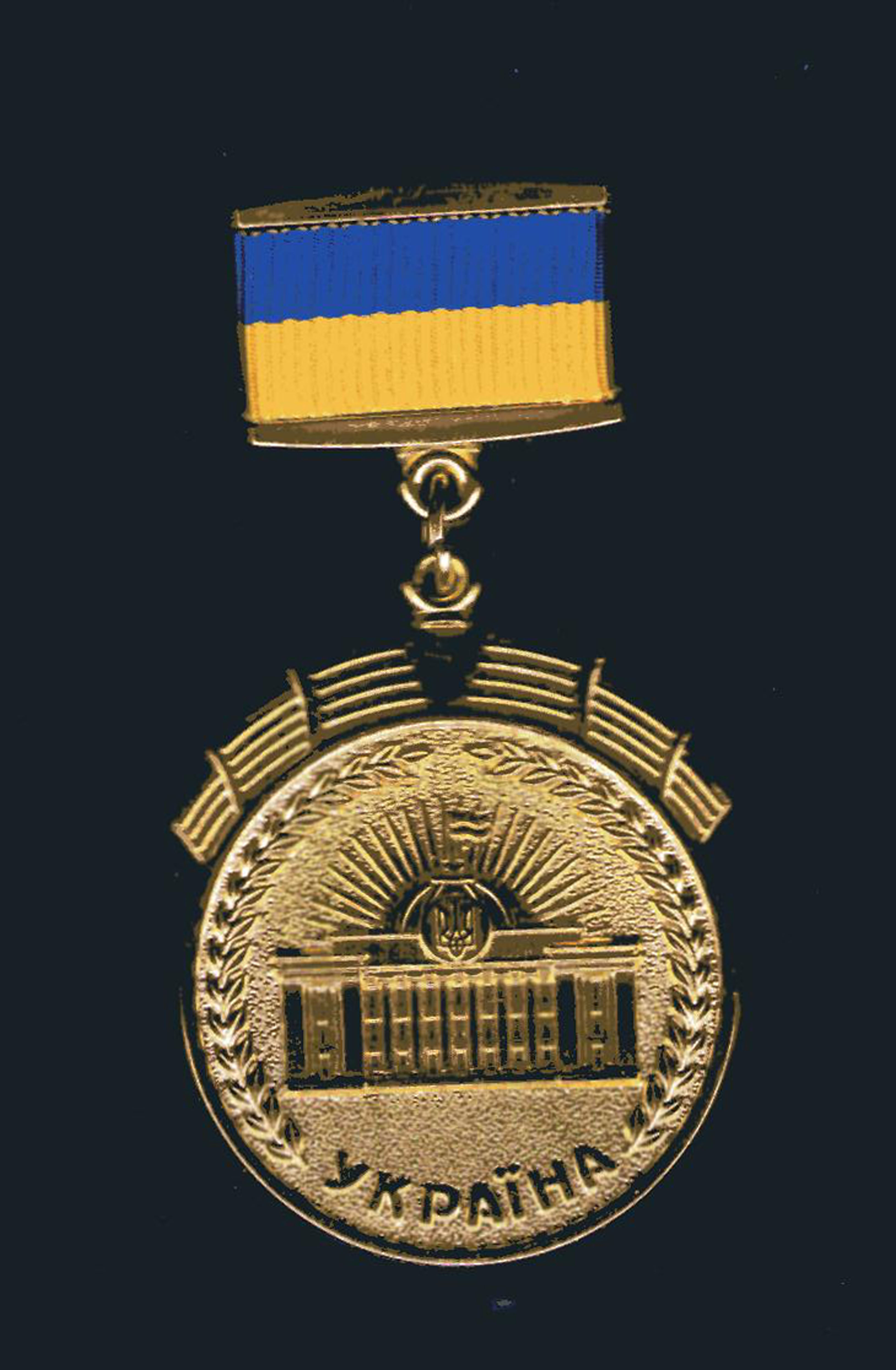
Нагрудний знак лауреата Премії Верховної Ради України найталановитішим молодим ученим в галузі фундаментальних і прикладних досліджень та науково-технічних розробок

Премія Верховної Ради України найталановитішим молодим ученим в галузі фундаментальних і прикладних досліджень та науково-технічних розробок заснована з метою сприяння розвитку вітчизняної науки і техніки, активізації участі талановитих молодих учених у проведенні міждисциплінарних фундаментальних і прикладних наукових досліджень та науково-технічних розробок, інноваційному розвитку держави, підвищенню престижу наукового працівника та його ролі у суспільстві. Премія заснована Верховною Радою України у 2007 році.
Щороку, з 1 січня 2008 року присуджуються 20 Премій Верховної Ради України найталановитішим молодим ученим в галузі фундаментальних і прикладних досліджень та науково-технічних розробок, а її розмір становить 20 тис. гривень кожна.

## Підстави присудження
Премія запроваджена для молодих вчених, які отримали вагомі наукові здобутки при проведенні фундаментальних і прикладних наукових досліджень, при цьому:
- відкрито раніше невідомі закономірності, отримано принципово нові наукові результати, розроблено нові наукові теорії і концепції, що одержали практичне підтвердження і (або) визнання в Україні та (або) за її межами;
- розроблено нові засоби, пристрої, речовини, створено нові штами мікроорганізмів, сорти рослин, породи тварин, докорінно їх удосконалено або використано за новим призначенням, що підтверджується відповідними патентами, та впровадження яких у практику суттєво впливає на вирішення гуманітарних та соціально-економічних проблем (підтверджується актами впровадження);
- створено нові об'єкти техніки (засоби, пристрої, технологічні процеси), що за більшістю технічних параметрів відповідають світовому рівню або перевищують його (підтверджується патентами про винахід), та впровадження яких у практику суттєво впливає на вирішення гуманітарних і соціально-економічних проблем (підтверджується актами впровадження);
- створено нові ефективні засоби навчання і підготовки спеціалістів.

На присудження Премії не висуваються кандидатури, відповідні праці яких були відзначені державними нагородами України.
Колектив претендентів на присудження однієї Премії не може перевищувати 4-х осіб. Премія може присуджуватися авторові (колективу претендентів або співавторів) один раз. У разі присудження Премії колективу авторів її грошова частина ділиться між ними порівну і виплачується кожному відповідно.
Претендентам на присудження Премії станом на 1 квітня року проведення конкурсу має бути менше 35 років.

## Висунення
Висунення кандидатур на присудження Премії проводиться вченими (науковими, науково-технічними, технічними) радами наукових установ із залученням наукової громадськості, забезпеченням широкого обговорення, гласності та відкритості.
Наукові установи за рішенням відповідних вчених рад подають за підпорядкуванням пропозиції про присудження Премій до центральних органів виконавчої влади чи Національній, галузевим академіям наук України. Зазначені пропозиції можуть також подаватися відповідно до Верховної Ради Автономної Республіки Крим чи місцевих рад.
Клопотання про присудження Премії подається до Комітету Верховної Ради України з питань науки і освіти центральними органами виконавчої влади, Верховною Радою Автономної Республіки Крим, обласними, Київською та Севастопольською міськими радами, Національною та галузевими академіями наук України до 1 квітня щорічно.
Комітетом Верховної Ради України з питань науки і освіти для розгляду та конкурсного відбору претендентів на присудження Премії утворюється Конкурсна комісія з призначення Премії, яку очолює голова Комітету. До складу Конкурсної комісії обов'язково залучаються провідні вчені з відповідних наукових напрямів.
Інформація щодо претендентів на присудження Премії публікується в газеті Верховної Ради України "Голос України".
Рецензії, відгуки, зауваження, що надходять до Комітету з питань науки і освіти, на матеріали щодо робіт претендентів на присудження Премії враховуються під час прийняття рішення про присудження Премії.
Комітет з питань науки і освіти за поданням Конкурсної комісії щорічно до 1 листопада вносить до Верховної Ради України подання про присудження Премії.
Верховна Рада України до 1 грудня щорічно приймає рішення про присудження Премії.

## Відзначення
Особам, яким присуджено Премію, в урочистій обстановці вручаються диплом і нагрудний знак установленого зразка. Вручення диплома лауреата Премії Верховної Ради України найталановитішим молодим ученим в галузі фундаментальних і прикладних досліджень та науково-технічних розробок і нагрудного знака до нього здійснюється до Дня науки в урочистій обстановці у приміщенні Верховної Ради України Головою Верховної Ради України або Першим заступником чи заступником Голови Верховної Ради України.
10 лютого 2016 року в урочистій обстановці Голова Верховної Ради України Володимир Гройсман, голова Комітету з питань науки і освіти Лілія Гриневич та Голова Комітету з питань сім‘ї, молодіжної політики, спорту та туризму Артур Палатний вручили щорічні Премії Верховної Ради України педагогічним працівникам загальноосвітніх, професійно-технічних, дошкільних та позашкільних навчальних закладів; найталановитішим молодими ученим у галузі фундаментальних і прикладних досліджень та науково-технічних розробок; за внесок молоді в розвиток парламентаризму, місцевого самоврядування.

## Опис диплома лауреата Премії
Диплом лауреата Премії Верховної Ради України найталановитішим молодим ученим в галузі фундаментальних і прикладних досліджень та науково-технічних розробок складається з обкладинки і вкладного листка.
На лицьовому боці обкладинки вгорі міститься тиснене фарбою золотистого кольору зображення фасаду будинку Верховної Ради України, в центрі - слова "Диплом лауреата Премії Верховної Ради України найталановитішим молодим ученим в галузі фундаментальних і прикладних досліджень та науково-технічних розробок".
У нижній площині лівої внутрішньої частини вкладного листка розташовано кольорове фотографічне зображення будинку Верховної Ради України, у верхній - написи фарбою золотистого кольору: "Диплом"; "лауреата Премії Верховної Ради України найталановитішим молодим ученим в галузі фундаментальних і прикладних досліджень та науково-технічних розробок". У написанні слова "Диплом" використовується давньослов'янський шрифт "Іжиця".
Права внутрішня частина вкладного листка представляє собою площину пастельно-жовтого кольору із світло-блакитним зображенням малого Державного Герба України по всьому її полю і рамки з гілок калини. На полі правої внутрішньої частини вкладного листка фарбою золотистого кольору друкується текст: "Лауреату Премії Верховної Ради України найталановитішим молодим ученим в галузі фундаментальних і прикладних досліджень та науково-технічних розробок", прізвище, ім'я та по батькові, посада лауреата та якою Постановою Верховної Ради України присуджено Премію.
Диплом скріплюється підписом Голови Верховної Ради України та гербовою печаткою Верховної Ради України.

## Опис нагрудного знака лауреата Премії
Нагрудний знак лауреата Премії Верховної Ради України найталановитішим молодим ученим в галузі фундаментальних і прикладних досліджень та науково-технічних розробок має форму кола діаметром 30 міліметрів з опуклим бортиком уздовж зовнішнього краю і увінчаний спадаючими фалдами стрічки у верхній частині.
У центрі лицьового боку нагрудного знака розміщено силуетне зображення фасаду будинку Верховної Ради України на тлі сонця. Фасад будинку Верховної Ради України композиційно розміщено в центрі кола, утвореного розташованим унизу написом "Україна" і розбіжними від нього догори двома лавровими гілками. Усі зображення рельєфні.
На зворотному боці нагрудного знака розміщено напис рельєфними літерами: "Премія Верховної Ради України молодим ученим". Над написом розташовано зображення малого Державного Герба України.
Нагрудний знак за допомогою прямокутного вушка з’єднується з фігурною колодкою, обтягнутою синьо-жовтою муаровою стрічкою кольорів Державного Прапора України (співвідношення кольорів 1:1).
Нагрудний знак виготовлено з латуні з подальшими позолотою та електрополіруванням.
Знак прикріплюється до одягу шпилькою, закріпленою горизонтально на зворотному боці колодки.

## Історія присуджень Премії
Премії Верховної Ради України найталановитішим молодим ученим в галузі фундаментальних і прикладних досліджень та науково-технічних розробок було присуджено за 2008—2018 рр. 396 молодим ученим, зокрема:
- за 2008 р. — 39 вченим, з них 10 — індивідуальні та 29 — у складі 9 колективів;
- за 2009 р. — 39 вченим, з них 13 — індивідуальні та 26 — у складі 8 колективів;
- за 2010 р. — 39 вченим, з них 10 — індивідуальні та 29 — у складі 10 колективів;
- за 2011 р. — 34 вченим, з них 10 — індивідуальні та 24 — у складі 10 колективів;
- за 2012 р. — 54 вченим, з них 7 — індивідуальні та 38 — у складі 13 колективів;
- за 2013 р. — 43 вченим, з них 9 — індивідуальні та 34 — у складі 11 колективів;
- за 2014 р. — 42 вченим, з них 9 — індивідуальні та 33 — у складі 11 колективів;
- за 2015 рік — 38 вченим, з них 10 — індивідуальні та 28 — у складі 10 колективів;[3]
- за 2016 рік — 42 вченим, з них 9 — індивідуальні та 33 — у складі 11 колективів;[4]
- за 2017 рік — 37 вченим, з них 9 — індивідуальні та 28 — у складі 11 колективів;[5]
- за 2018 рік — 31 вченому, з них 14 — індивідуальні та 17 — у складі 6 колективів[6]